# Vágegyháza-Alsózáros
Vágegyháza-Alsózáros – másik nevén Zárosegyháza – (1899-ig Kosztolna, illetve Zárjecs, szlovákul Kostolná–Záriečie) község Szlovákiában, a Trencséni kerületben, a Trencséni járásban. Vágegyháza és Alsózáros egyesítésével jött létre.

## Fekvése
Trencséntől 4 km-re délnyugatra fekszik.

## Története
Területén a késő bronzkorban a lausitzi kultúra települése állt.

### Vágegyháza
Vágegyháza első írásos említése 1318-ban „Dregma” alakban történt. 1321-ben „Drethma”, 1397-ben „Driethma”, 1409-ben „Driethoma”, 1598-ban „Koztolna Drietoma” alakban szerepel a korabeli forrásokban. A nyitrai püspökség faluja volt, ahol a püspöknek kastélya is állt. 1598-ban malma és 21 háza állt. 1720-ban 6 volt az adózók száma. 1784-ben 18 házában 24 családban 134 lakos élt.
A 18. század végén Vályi András így ír róla: „KOSZTOLNA. Tót falu Trentsén Várm. földes Ura a Nyitrai Püspökség, lakosai katolikusok, fekszik Drietomának szomszédságában, mellynek filiája, határja termékeny, legelője elég, piatza közel.”
1828-ban 22 háza és 219 lakosa volt. Lakói mezőgazdasággal, szövéssel, késkészítéssel, szeszfőzéssel foglalkoztak. 1848. október 28-án határában ütköztek meg a honvédek Balthasar Simunich császári tábornok csapataival.
Fényes Elek 1851-ben kiadott geográfiai szótárában így ír a faluról: „Kosztolna, (Drietoma), Trencsén m. tót falu, a Vágh jobb partján, Trencsénhez 3/4 órányira: 166 kath., 10 zsidó lak. Van egy savanyuviz-forrása, melly mindenben a chocholnaihoz hasonlít, vendégfogadója és serfőző-háza; az uraság számos teheneket is tart. F. u. a nyitrai püspök.”
Tejszövetkezetét 1902-ben alapították. Lakói később a mezőgazdaság és állattartás mellett háziiparral foglalkoztak. A trianoni békéig Trencsén vármegye Trencséni járásához tartozott.

### Alsózáros
Alsózáros Vágegyháza határában keletkezett a 16. században, a Zárjecsi család birtoka volt. 1598-ban malma és 15 háza állt. 1784-ben 23 házában 30 családban 149 lakos élt.
A 18. század végén Vályi András így ír róla: „ZARJECZ. Három tót falu Trentsén Várm. földes Uraik több Uraságok, lakosaik katolikusok, és evangelikusok, fekszenek Drietomához, Lukihoz, és Dluhepoléhoz nem meszsze, Trentsénhez 3/4 mértföldnyire; határbéli földgyeik közép termékenységűek, lakosaik jó késeket tsinálnak, kallójok is van.”
1828-ban 23 háza és 214 lakosa volt. Lakói mezőgazdasággal, szeszfőzéssel, később kosárfonással is foglalkoztak.
Fényes Elek 1851-ben kiadott geográfiai szótárában így ír a faluról: „Zarjecz, Trencsén m. tót falu, a Vágh jobb partján: 81 kath., 51 ev., 14 zsidó lak. Termékeny határ; savanyuviz-forrás. F. u. többen. Ut. p. Trencsén.”
A trianoni békéig Trencsén vármegye Trencséni járásához tartozott.

### Vágegyháza-Alsózáros
A község Vágegyháza és Alsózáros egyesítéséből keletkezett 1952-ben.

## Népessége
| Év:            | 1994. | 2004.   | 2014.   | 2024.   |
| -------------- | ----- | ------- | ------- | ------- |
| Emberek száma: | 662   | 645     | 658     | 671     |
| Eltérés:       |       | -2,56 % | +2,01 % | +1,97 % |

| Év:            | 2023. | 2024.   |
| -------------- | ----- | ------- |
| Emberek száma: | 672   | 671     |
| Eltérés:       |       | -0,14 % |

1880-ban Vágegyházának (Kostolná) 175 lakosából 6 magyar és 163 szlovák anyanyelvű, Alsózárosnak (Dolné Záriečie) 171 lakosából 153 szlovák anyanyelvű volt.
1890-ben Vágegyházának (Kostolná) 185 lakosából 1 magyar és 173 szlovák anyanyelvű, Alsózárosnak (Dolné Záriečie) 167 lakosából 9 magyar és 153 szlovák anyanyelvű volt.
1900-ban Vágegyházának (Kostolná) 182 lakosából 4 magyar és 176 szlovák anyanyelvű, Alsózárosnak (Dolné Záriečie) 184 lakosából 2 német, 1 egyéb és 174 szlovák anyanyelvű volt; ebből 141 római katolikus, 33 evangélikus és 10 izraelita vallású.
1910-ben Vágegyházának (Kostolná) 184 lakosából 10 magyar és 166 szlovák anyanyelvű, Alsózárosnak (Dolné Záriečie) 196 lakosából 7 magyar és 187 szlovák anyanyelvű volt.
1921-ben Vágegyházának (Kostolná) 187 lakosából 183 csehszlovák, Alsózárosnak (Dolné Záriečie) 188 lakosából 186 csehszlovák volt.
1930-ban Vágegyházának (Kostolná) 170 lakosa mind csehszlovák, Alsózárosnak (Dolné Záriečie) 242 lakosa mind csehszlovák volt.
1952-ben összevonták a két települést.
1991-ben 1 magyar és 679 szlovák lakta. 
2001-ben 351 lakosából 655 szlovák volt.
2011-ben 657 lakosából 645 szlovák volt.

## Neves személyek
- Vágegyházáról származott Vrasda Márton (1810-1868 után) orvos, sebész, katona, nemzetőr orvosszázados.
- Vágegyházán született Fried Dezső (1895-1936) pártmunkás, katonatiszt.

## Nevezetességei
- Vágegyháza Szent Kozma és Damján tiszteletére szentelt római katolikus temploma 1735-ben épült a korábbi templom helyén. A 19. század elején  bővítették és klasszicista stílusban építették át.
- Hétfájdalmú Szűzanya tiszteletére szentelt kápolnája 1924-ben épült.

## Külső hivatkozások
- Hivatalos oldal
- Községinfó
- A község Szlovákia térképén
- E-obce